# Acanthodelta monodi
Acanthodelta monodi là một loài bướm đêm trong họ Noctuidae.